# Faloplastia
La faloplastia es la construcción o reconstrucción de un pene, o la modificación artificial del pene mediante cirugía. El término faloplastia también se usa ocasionalmente para referirse al agrandamiento del pene.
La primera faloplastia realizada con el propósito de reasignación sexual fue realizada a Michael Dillon, un hombre trans, en 1946 por el Dr. Harold Gillies, que está documentada en el libro de Pagan Kennedy The First Man-Made Man.

## Historia
El cirujano ruso Nikolaj Bogoraz realizó la primera reconstrucción total de un pene utilizando cartílago de las costillas en un falo reconstruido hecho con un colgajo abdominal entubado en 1936.
El primer procedimiento de reasignación de género de mujer a hombre fue realizado en 1946 por Sir Harold Gillies a su compañero médico Michael Dillon, y su técnica siguió siendo la estándar durante décadas. Las mejoras posteriores en microcirugía hicieron que se dispusiera de más técnicas.

## Indicaciones
Se puede realizar una construcción o reconstrucción completa de un pene en pacientes que:
- Tienen anomalías congénitas como micropene, epispadias e hipospadias.
- Han perdido su pene.
- Son hombres trans o no binarios que desean una cirugía de reasignación de sexo como parte de su transición de género.

## Técnicas y procedimientos relacionados
Existen diferentes técnicas de faloplastia. La construcción de un pene nuevo (a veces llamado neofalo) generalmente implica tomar un colgajo de tejido de un sitio donante (como el antebrazo). La extensión de la uretra a lo largo del neofalo es otro objetivo de la faloplastia.
Con todos los tipos de faloplastia en hombres trans, la escrotoplastia se puede realizar usando los labios mayores (vulva) para formar un escroto donde se pueden insertar testículos protésicos. Si no se ha realizado vaginectomía, histerectomía y / o ooforectomía, se puede hacer en ese momento. Las técnicas anteriores utilizaban un injerto óseo como parte de la reconstrucción. Estudios de seguimiento a largo plazo de Alemania y Turquía de más de 10 años demostraron que estas reconstrucciones mantienen su rigidez sin complicaciones posteriores. Desafortunadamente, el pene reconstruido no puede volverse flácido nuevamente sin romper el injerto óseo interno. 
El alargamiento temporal también se puede obtener mediante un procedimiento que libera el ligamento suspensorio donde está unido al hueso púbico, lo que permite que el pene avance hacia el exterior del cuerpo. El procedimiento se realiza a través de una incisión horizontal discreta ubicada en la región púbica donde el vello púbico ayudará a ocultar el sitio de la incisión. Sin embargo, la formación de cicatrices puede hacer que el pene se retraiga. Por lo tanto, la Asociación Americana de Urología "considera que la división del ligamento suspensorio del pene para aumentar la longitud del pene en adultos es un procedimiento que no ha demostrado ser seguro ni eficaz".
Desde noviembre de 2009, hay investigaciones en curso para sintetizar cuerpos cavernosos (tejido eréctil) en conejos de laboratorio para su uso eventual en pacientes que requieren cirugía de construcción del pene. De los conejos utilizados en los estudios preliminares, 8 de 12 tuvieron respuestas biológicas a los estímulos sexuales que fueron similares al control y cuatro causaron la impregnación.

## Implantes de pene

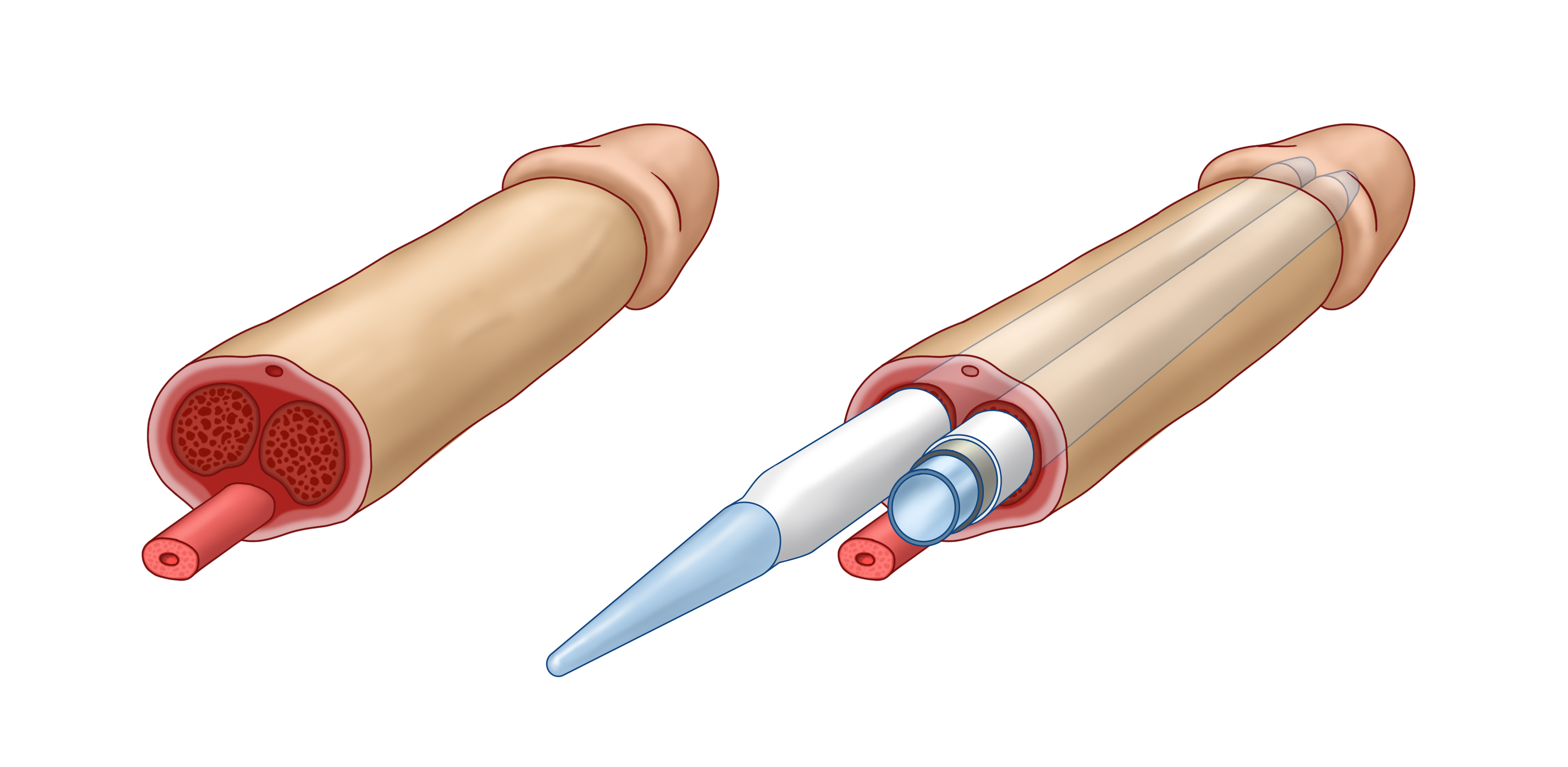
Un implante inflable insertado en el cuerpo cavernoso del pene.

La faloplastia requiere una prótesis de pene implantada para lograr una erección. Las prótesis de pene son dispositivos destinados a restaurar la rigidez eréctil en hombres cisgénero o construir un neofalo (pene nuevo) en hombres transgénero. Los implantes de pene se utilizaron en cirugías de faloplastia desde la década de 1970. Hay dos tipos principales de implantes de pene: implantes maleables e inflables. Ambos tienen un par de cilindros implantados en el pene; reemplazan el tejido no eréctil en los hombres cisgénero y sirven como núcleo para el neofalo en los hombres transgénero. El cilindro del implante inflable se llena con solución salina estéril. Bombear solución salina a las cámaras de este cilindro produce una erección. Sin embargo, el glande del pene no se ve afectado. En las cirugías de reasignación de sexo, se forma un nuevo pene con el uso de un implante de pene rodeado con un colgajo de tejido. La unidad de bomba de los implantes de pene inflables se asemeja a un testículo humano y puede servir como un testículo artificial para una escrotoplastia concomitante. Inicialmente, se utilizaron implantes de pene estándar en los procedimientos de faloplastia. Sin embargo, dado que no hay cuerpo cavernoso en el pene sometido a faloplastia y el hecho de que los implantes de pene estándar se diseñaron para implantarse en el cuerpo cavernoso, hubo muchos resultados adversos. Desde 2015, Zephyr Surgical Implants propone implantes de pene maleables e inflables especialmente diseñados para cirugías de faloplastia. Los procedimientos de implantación generalmente se realizan en una cirugía separada para dar tiempo a una curación adecuada.

## Técnicas

### Solapa del brazo
La operación que usa el antebrazo como sitio donante es la más fácil de realizar, pero da como resultado una cicatriz indeseable en el área expuesta del brazo. La función del brazo puede verse obstaculizada si el sitio donante no cicatriza adecuadamente. Se requiere electrólisis y / o reducción de vello con láser para un neofalo relativamente lampiño.
A veces, se realiza una metoidioplastia a gran escala unos meses antes de la faloplastia real para reducir la posibilidad de complicaciones después de la faloplastia. La sensibilidad se retiene a través del tejido del clítoris en la base del neofalo, y los cirujanos a menudo intentarán conectar los nervios del clítoris o cercanos. Los nervios del colgajo y el tejido al que se ha adherido pueden eventualmente conectarse. Esto no garantiza necesariamente la capacidad de alcanzar el orgasmo genital después de la curación, ya que la tarea más importante de la reconexión nerviosa es garantizar que el pene sea capaz de detectar una lesión, pero es raro perder la capacidad de llegar al orgasmo.
La siguiente explicación de esta técnica tiene muchas similitudes con otros enfoques, pero la construcción del glande es diferente.
- La cirugía comienza (después de preparar al paciente) con el antebrazo marcado para el tamaño del injerto. Después de que se toma el injerto, se usará otro injerto para cubrir el brazo (resultando en una cicatriz secundaria).
- El injerto se diseca para exponer las venas y los nervios cutáneos antebraquiales. (este último hecho con cuidado para volver a colocarlo posteriormente)
- Si la uretra se construye al mismo tiempo que el falo, se une en este paso. Sino, se le da forma al glande. A veces, la glansplastia se realiza en una etapa quirúrgica separada después de la extensión uretral.
- Se "toma prestado" un segmento de la vena que va a la ingle del paciente para permitir una unión más fácil del injerto con los tejidos preexistentes.
- La vena se une con cuidado a la arteria femoral.
- Se unen los suministros de sangre del injerto y la vena que conduce a la arteria femoral.
- Se cortan la capucha y el ligamento del clítoris y, por el momento, se aísla el haz de nervios. Si bien esto supone que el tejido del clítoris está asimilado (enterrado) en la base del pene, algunos cirujanos dan la opción de dejarlo como está en un estado posterior a la metoidioplastia.
- El colgajo se fija parcialmente mientras el cirujano intenta unir los haces de nervios.
- Si la uretra se extendió, ahora se une con un catéter que permanecerá en su lugar con fines de curación durante dos a cuatro semanas. De lo contrario, se sutura la piel y / o se fabrica el escroto.

Si el paciente opta por tener la uretra extendida hasta el glande del neofalo, se forma mediante los siguientes pasos:
- Los labios menores se inyectan con una mezcla de solución salina y epinefrina.
- Luego se abre y se separan las capas mediante una disección cortante y roma.
- Las capas se envuelven alrededor de un catéter y se cosen.

Se puede usar un colgajo de mucosa de la vagina para unir la uretra con la extensión. Esto a menudo se realiza en un procedimiento separado. Las ubicaciones alternativas del injerto incluyen la boca / mejillas o, experimentalmente, los intestinos. Si los labios menores no se utilizan durante la construcción de la extensión uretral (o en la posibilidad de que quede suficiente material), se pueden utilizar durante la glandeplastia para obtener mejores resultados en comparación con un injerto de piel de espesor total.

### Solapa del costado del pecho
Una técnica relativamente nueva que involucra un colgajo del lado del pecho debajo de la axila (conocido como colgajo de transferencia libre musculocutáneo del dorsal ancho) es un paso adelante en la faloplastia. Las ventajas de esta técnica sobre la antigua técnica de colgajo de antebrazo incluyen:
- Ausencia de vello (poca o ninguna electrólisis necesaria).
- Apariencia estética de piel de color normal (el glande puede estar tatuado con el color adecuado).
- Capaz de sensación táctil (como con cualquier técnica de faloplastia, esto no significa necesariamente la capacidad de tener un orgasmo genital después de la curación, ya que la zona erógena se limita a la base del pene).
- Deja una cicatriz discreta.
- Tiene una menor incidencia de complicaciones tanto de la cirugía inicial como de la inserción de la prótesis eréctil.

Desventajas:
- Utiliza un nervio motor por lo que no se puede lograr la sensación erógena, solo la sensación táctil.
- Puede tirar del pezón hacia un lado y hacer que se desvíe de la ubicación habitual.

Esta es una cirugía de tres partes que se lleva a cabo durante un período de seis a nueve meses. Los pasos consisten en:
- Creación de neofalo con el colgajo.
- La cirugía comienza (después de preparar al paciente) con el lado del pecho marcado para el tamaño del colgajo.
- El colgajo se diseca para exponer las venas y el nervio toracodorsal.
- El colgajo, aunque todavía está unido al suministro de sangre, se modela como falo rugoso al enrollar los bordes juntos.
- Se "toma prestado" un segmento de la vena que va a la ingle del paciente para permitir una unión más fácil del colgajo con los tejidos preexistentes.
- La vena se une con cuidado a la arteria femoral.
- Se unen los suministros de sangre del colgajo y la vena que conduce a la arteria femoral.
- Se cortan la capucha y el ligamento del clítoris y se aísla el haz de nervios.
- El colgajo se fija parcialmente mientras el cirujano intenta unir los haces de nervios.

Durante la recuperación inicial, el neofalo se protege del contacto con otros tejidos con un vendaje especialmente construido para evitar complicaciones en el suministro de sangre.
Después de tres meses, se realiza una uretroplastia (extensión uretral).
- Se diseca el neofalo y se incrusta un injerto de mucosa bucal (oral) en la cavidad creada, se extiende a la uretra nativa y se une para permitir la micción permanente mientras está de pie.
- Se coloca un catéter durante varias semanas para permitir una curación adecuada.

Después de otros tres a seis meses, se puede insertar un dispositivo que permite una erección.

### Solapa de la pierna

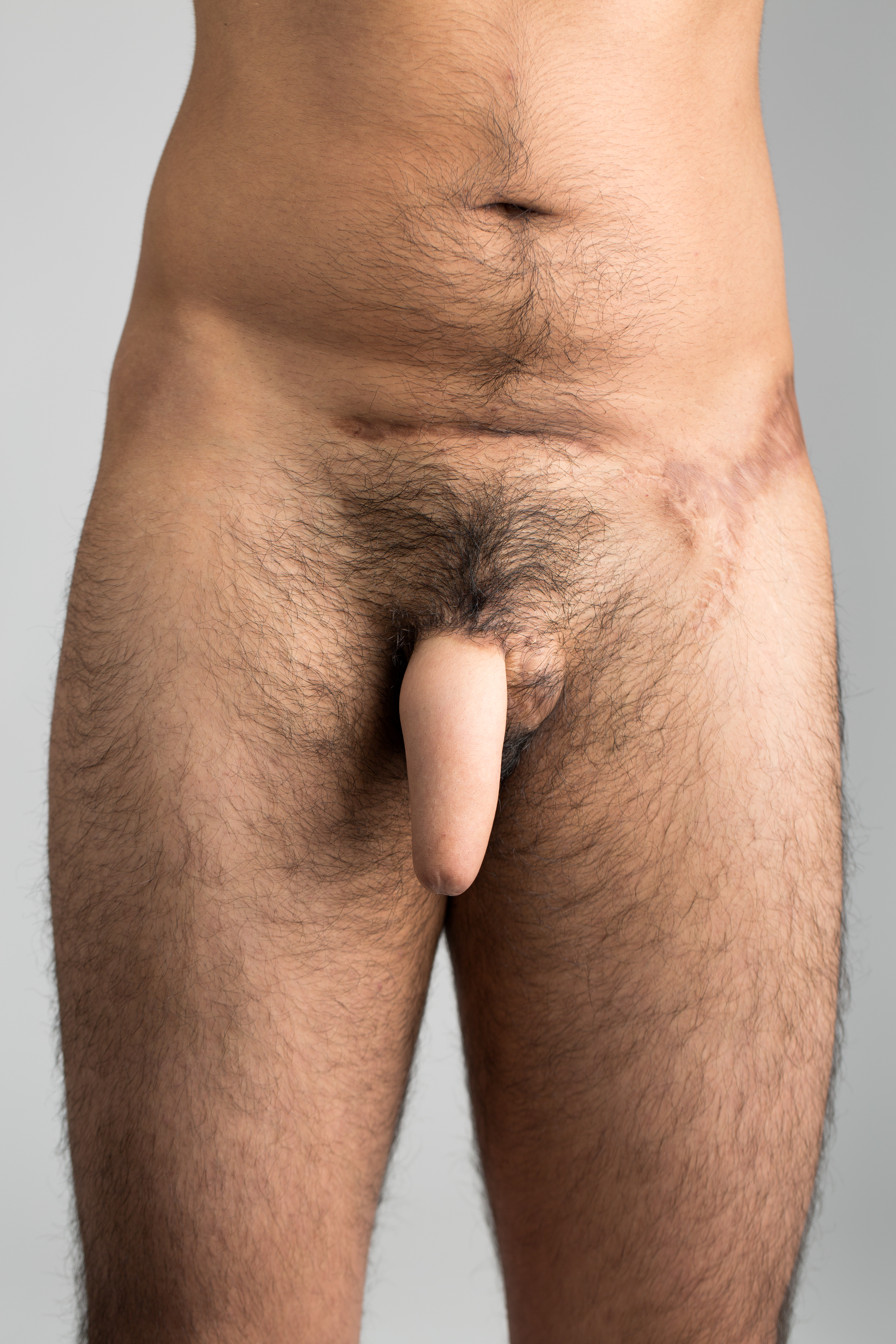
Ejemplo de reasignación de sexo en un hombre trans en etapa 1 antes de la glandeplastia de pene, con cicatriz de injerto de tejido en la cadera izquierda

La operación de la parte inferior de la pierna es similar a una solapa del antebrazo, con la excepción de que la cicatriz se cubre fácilmente con un calcetín y / o pantalón y se oculta a la vista. Otros detalles son los mismos que el colgajo del antebrazo, especialmente la necesidad de una depilación permanente antes de la operación. Se puede combinar un colgajo de la pierna u otra área donde la cicatriz sea menos notoria, con un colgajo libre del antebrazo para crear el alargamiento uretral o esculpir el glande del pene.

### Solapa de la zona púbica
La ubicación del colgajo es alrededor del hueso pélvico, generalmente atravesando el abdomen debajo del ombligo. Como tal, hay una gran cicatriz horizontal que puede no ser estéticamente aceptable. El colgajo tiene una apariencia menos natural y puede que no mantenga un implante eréctil a largo plazo. Se requiere electrólisis antes de la cirugía con la alternativa de aclarar el cabello mediante afeitado o depilación química.

### Técnica de Gillies
Sir Harold Delf Gillies fue pionero en esta técnica, una de las primeras técnicas competentes de faloplastia. Era simplemente un colgajo de piel abdominal enrollado en un tubo para simular un pene, siendo la extensión uretral otra sección de piel para crear un "tubo dentro de un tubo". Los primeros implantes eréctiles consistían en una varilla flexible. Una mejora posterior implicó la inclusión de un pedículo de suministro de sangre que se dejaba en el lugar para evitar la muerte del tejido antes de trasplantarlo a la ingle. La mayoría de las últimas técnicas involucran tejidos con pedículo adherido.

### Músculo abdominal
Los colgajos de músculos injertados con piel han perdido popularidad. Este procedimiento consta de un mínimo de 3 pasos e implica la implantación de un globo de expansión para facilitar la cantidad de piel necesaria para el injerto. Los injertos tienen una apariencia menos natural y es menos probable que mantengan un implante eréctil a largo plazo.

### Implante subcutáneo de silicona blanda
Este procedimiento de faloplastia implica la inserción de un implante subcutáneo de silicona blanda debajo de la piel del pene.

### Técnica quirúrgica sin contacto
Esta técnica de implantación de prótesis de pene es un procedimiento quirúrgico desarrollado por J. Francois Eid. La implantación mediante el uso de la técnica "No-Touch" minimiza el riesgo de infección.
A medida que mejoraron los avances en el diseño y el proceso de fabricación del IPP, la infección se ha convertido en la principal causa de fallo del implante. Aunque relativamente infrecuente (varía de 0,06% a 8,9%), la infección de una prótesis de pene tiene consecuencias médicas graves para el portador, lo que requiere la extracción completa del dispositivo y la pérdida permanente del tamaño y la anatomía del pene. La contaminación bacteriana del dispositivo se produce durante la cirugía, al permitir el contacto directo o indirecto de la prótesis con la piel del paciente. Más del 70% de las infecciones se forman a partir de organismos de la piel, incluidos Staphylococcus epidermis, aureus, estreptococos y Candida albicans.
Las estrategias tradicionales para combatir infecciones apuntan a disminuir el recuento de colonias de piel, frotándola con alcohol y clorhexidina, o eliminar las bacterias una vez que el implante está contaminado por la flora cutánea, con antibióticos intravenosos, irrigación con antibióticos e implantes recubiertos con antibióticos. La técnica "No-Touch" es única porque tiene como objetivo prevenir la contaminación bacteriana de la prótesis eliminando por completo el contacto del dispositivo con la piel.
Junto con el implante recubierto de antibiótico, la técnica "No Touch" reduce la infección a una tasa del 0,46%, en oposición al método tradicional que tiene una tasa de infección del 5%. Se ha encontrado que el uso de un implante recubierto de antibiótico y una técnica quirúrgica sin contacto, con medidas de preparación de la piel y el uso de antibióticos perioperatorios son de gran importancia en la prevención de infecciones entre los implantes de pene. J. Francois Eid desarrolló su técnica sin contacto en 2006 con la hipótesis de que la eliminación de cualquier contacto entre la prótesis y la piel, ya sea directa o indirectamente a través de instrumentos quirúrgicos o guantes, debería reducir la incidencia de contaminación del dispositivo con la flora cutánea responsable de infección.

#### Procedimiento
Tres días antes del procedimiento, al paciente se le administra fluoroquinolona oral, un fármaco antibacteriano. Durante este tiempo, el paciente se frota la parte inferior del abdomen y los genitales a diario con jabón de clorhexidina. El día de la cirugía, se administran vancomicina y gentamicina por vía intravenosa una o dos horas antes del procedimiento. Se afeitan la parte inferior del abdomen y los genitales, se frotan durante cinco minutos con una esponja de clorhexidina y se preparan con un aplicador de clorhexidina / alcohol. Luego, el área se cubre con un paño quirúrgico y un paño Vi sobre los genitales. Antes de realizar la incisión, se inserta un catéter de Foley en la vejiga a través de la uretra.
Se hace una incisión escrotal de 3 cm en el rafe penoescrotal y se lleva a través del tejido subcutáneo hasta la Fascia de Buck. Se aplica en el área un retractor de Scott, un dispositivo flexible que mantiene abierta la piel del sitio quirúrgico.
Hasta esta etapa de la cirugía, el proceso ha sido consistente con las prácticas sanitarias asociadas con la esterilidad quirúrgica estándar. En esta etapa de la técnica "No-Touch", una vez realizada la incisión, se desechan todos los instrumentos, incluidos los guantes quirúrgicos que han tocado la piel. A continuación, se coloca un paño suelto sobre todo el campo quirúrgico y se fija en la periferia con tiras adhesivas. Luego se hace una pequeña abertura en el paño cubriendo la incisión y se utilizan ganchos amarillos para asegurar los bordes de la abertura a los bordes de la incisión, cubriendo y aislando completamente la piel del paciente. En este punto, se utilizan nuevos instrumentos y equipos, y se inserta la prótesis completa a través de la pequeña abertura del paño suelto. El paño suelto permite manipular el pene y el escroto necesarios para este procedimiento sin tocar la piel.
Continúa la implantación del dispositivo con una incisión y dilatación de los cuerpos, dimensionamiento y colocación de los cilindros peneanos, y colocación de la bomba en el escroto y el reservorio en el espacio retropúbico. Se utiliza solución salina durante toda la implantación para la irrigación. Una vez que se cierran las corporotomías y se cubren todos los tubos y componentes de la prótesis con una capa de Fascia de Buck, se cierran los tejidos subcutáneos, se retira el paño "No-Touch" y se cierra la piel.

### Futuro
En el futuro, la bioingeniería puede usarse para crear penes completamente funcionales.

## Complicaciones frecuentes
A medida que la faloplastia ha mejorado a lo largo de las décadas, se han reducido los riesgos y las complicaciones de la cirugía. Sin embargo, todavía existe la posibilidad de que sea necesaria una cirugía de revisión para reparar la cicatrización incorrecta.
Un estudio posoperatorio mostró que, en promedio, el 25% de los pacientes tenía una o más complicaciones graves del neopene. Los reportados consistieron en:
- Pérdida del falo por enfermedad o problemas de suministro de sangre.
- Trombosis de la vena cefálica (coágulo de sangre).
- Isquemia arterial (escasez de suministro de sangre).
- Infección.
- Necrosis limitada distal (muerte de partes del pene).
- Hematoma.

En el mismo estudio, las posibilidades de complicaciones de la uretra extendida fueron mayores, con un promedio del 55%. Las complicaciones más comunes reportadas fueron:
- Fístula urinaria (orificio) que requiere uretrostomía perineal.
- Fístula urinaria (orificio) con tratamiento conservador.
- Retención urinaria (por estenosis o estrechamiento de la nueva uretra).
- (Eréctil) Cambio de prótesis (por complicaciones).
- (Eréctil) Explantación de prótesis (extracción de la prótesis sin reemplazo).

También existe la posibilidad de una embolia grasa "asociada con la liposucción y la transferencia de grasa autóloga, un procedimiento en el que la grasa de la liposucción se inyecta nuevamente en la cara, el pecho, las nalgas o el pene del mismo paciente".